# Jadestone
Jadestone Group AB var en utvecklare av internationellt belönade mobil- och online multiplayerspel. Företaget utvecklade både egna koncept och spel baserade på befintliga varumärken i samarbete med ledande internationella medieföretag och förläggare. Bland företagets utvecklade produkter kan nämnas Football Manager, Championship Manager Online, de prisbelönta e-sportsspelen samt ett flertal spel för mobiltelefoner.
Jadestone grundades 1999, hade kontor i Stockholm och var privatägt.